# Persea
Persea é um gênero botânico pertencente à família Lauraceae.

## Espécies
- Persea americana P. Mill.- Abacateiro
- Persea borbonia (L.) Spreng.
- Persea fuliginosa Nees
- Persea gratissima Gaertner f.- Abacateiro
- Persea humilis Nash
- Persea krugii Mez
- Persea littoralis Small
- Persea nubigena L.O. Williams
- Persea obovata  Nees
- Persea palustris (Raf.) Sarg.
- Persea pedunculosa  Meisn.
- Persea persea (L.) Cockerell
- Persea punctata Meisn.
- Persea psammophila Moraes & Trinca[1]
- Persea pyrifolia Nees - Pau-de-andrade ou abacateiro-do-mato
- Persea rigida  Nees